# Хачатрян Вардан Барегамович
Вардан Барегамович Хачатрян (вірм. Վարդան Բարեղամի Խաչատրյան; нар. 20 жовтня 1968, Єреван, Вірменська РСР) — вірменський футболіст, захисник.

## Клубна кар'єра
Розпочав свою кар'єру в 1986 році в єреванському «Арараті», який на той час виступав у Вищій лізі СРСР. У складі цього клубу в 1992 році розпочав виступати в чемпіонаті Вірменії. В 1993 році перейшов до вищолігового московського «Торпедо», в складі якого виграв Кубок Росії. Перехід до столичного клубу виявився для Вардана Хачатряна невдалим, і він вирішив покинути розташування команди, перейшовши до запорізького «Металурга». Дебютував у футболці запорожців 6 березня 1994 року в програному (1:2) домашньому поєдинку 18-го туру Вищої ліги проти дніпропетровського «Дніпра». В Україні Вардан провів два сезони, протягом яких зіграв 18 матчів. У 1995 році вирішив повернутися на батьківщину, де підписав контракт з «Кілікією», в складі якої зіграв 38 матчів та відзначився 9-ма голами. Протягом свого перебування в клубі двічі вигравав національний чемпіонат (1996, 1997) та одного разу національний кубок (1996). У сезоні 1997/98 років перейшов до «Копетдага», де провів майже рік. За цей час встиг з ним виграти чемпіонат Туркменістану, після чого повернувся до вірменського «Єревану». У 1999 році Хачатрян виступав у першоліговому казанському «Рубіні», а після закінчення сезону завершив кар'єру футболіста.

## Кар'єра в збірній
Вардан був одним із гравців, який взяв участь у першому футбольному матчі збірної Вірменії, який відбувся 14 жовтня 1992 року. Суперником вірменської збірної в цьому товариському матчі була збірна Молдови. Матч закінчився з рахунком 0:0. Загалом Хачатрян зіграв 30 матчів у збірній і забив м'яч у ворота збірної Грузії (6 лютого 2000 року).

## Досягнення
«Кілікія»
- Прем'єр-ліга (Вірменія)
  -  Чемпіон (2): 1995/96, 1996/97
  -  Бронзовий призер (1): 1998
- Кубок Вірменії
  -  Володар (1): 1995/96
  -  Фіналіст (2): 1996/97, 1998
- Суперкубок Вірменії
  -  Фіналіст (1): 1996

«Торпедо» (Москва)
- Кубок Росії
  -  Володар (1): 1992/93

## Особисте життя
Одружений, має двох синів, які пішли шляхом батька. Старший син Карен Хачатрян грає в півзахисті, а молодший син — Артак Хачатрян — грає на позиції захисника.